# Conjecture d'Erdős-Turán sur les bases additives
Ne doit pas être confondu avec la conjecture d'Erdős sur les progressions arithmétiques ni avec la conjecture d'Erdős-Turán démontrée par Szemerédi.
La conjecture d'Erdős-Turán est un problème non résolu en théorie additive des nombres, posé en 1941 par Paul Erdős et Pál Turán dans un article sur le problème de Sidon.

## Histoire
À la fin de leur article, Erdős et Turán énoncent deux conjectures sur la fonction f(n) = nombre de représentations de n comme somme de deux termes (non nécessairement distincts) d'un ensemble donné B d'entiers naturels. La seconde est :
L'hypothèse « f(n) > 0 pour n assez grand » se reformule en disant que B est une base additive (asymptotique) d'ordre 2.
Ce problème a retenu l'attention des spécialistes, mais n'est toujours pas résolu.

## État de l'art
Dans cette conjecture non résolue, il y a eu cependant des avancées significatives.
On peut d'abord étendre le problème de l'ordre 2 à l'ordre h : on dit qu'un ensemble B d'entiers naturels est une base additive (asymptotique) d'ordre h si tout entier assez grand s'écrit comme somme de h éléments de B, autrement dit si la fonction associée (qui pour h = 2 est la fonction f d'Erdős et Turán)
vérifie, pour n assez grand :
Or un argument élémentaire montre que l'on a toujours
Il en résulte que si B est une base d'ordre h alors card(B∩[1, n]) = Ω(n1/h).
Erdős a réussi en 1956 à répondre positivement (bien que non explicitement) à une question posée par Sidon plus de vingt ans auparavant : existe-t-il une base additive B d'ordre 2 telle que, pour tout ε > 0, r2,B(n) = o(nε) ? Plus précisément, il a montré, par une utilisation répétée du théorème de Borel-Cantelli, l'existence de deux constantes c3 et c2 > 0 telles que pour presque tout ensemble infini B d'entiers naturels on ait, pour n assez grand :
ce qui l'a amené à poser la question : existe-t-il un ensemble infini B d'entiers naturels tel que r2, B(n)/log(n) possède une limite non nulle ?
En 1986, Eduard Wirsing a démontré que pour une large classe de bases additives B, incluant celle des nombres premiers, il existe une partie de B qui est encore une base additive mais qui est significativement plus « fine » que B (au sens de la comparaison asymptotique des fonctions r correspondantes).
En 1990, Erdős et Tetali ont étendu le résultat de 1956 d'Erdős à des bases d'ordre arbitraire.
En 2000, Van H. Vu a démontré que les bases de Waring possèdent des sous-bases « fines », à l'aide de la méthode du cercle de Hardy-Littlewood et de ses résultats de concentration polynomiale.
En 2006, Borwein, Choi et Chu ont démontré que pour toute base B d'ordre 2, sup(r2,B(n)) ≥ 8,.